# Velupillai Prabhakaran
Velupillai Prabhakaran (tamilul: வேலுப்பிள்ளை பிரபாகரன்) (Velvettithurai, 1954. november 26. − Mullaitivu környékén, 2009. május 18.) srí lankai tamil vezető, a Tamil Ílam Felszabadító Tigrisei elnevezésű fegyveres terrorista szervezet alapítója és haláláig annak vezére, a tamil szeparatisták által létrehozott Tamil Ílam de facto állam irányítója.

## Ifjúsága
A szigetország északi felén levő Jaffna-félszigeten született egy négy gyermekes, gazdag és befolyásos családban (ő volt a legfiatalabb testvérei közül). A család a Karaiyar-kaszthoz tartozott, akik halászok, kereskedők, ugyanakkor ismert harcosok is, s akik a tamil királyok hadihajóin is szolgáltak. Szülei Thiruvenkadam Velupillai és Vallipuram Parvathi voltak. Édesapja földművelésügyi tisztviselőként dolgozott és az akkori Ceylon kormányának kerületi megbízottja volt a térségben.
Mivel a szingaléz többségű és vezetésű szigetország diszkriminálta és erőszakkal üldözte a tamilokat, ezért Velupillai már fiatalon csatlakozott nacionalista tamilokhoz, majd belépett a Tamil Ifjúsági Front soraiba. 1972-ben megalapította saját szervezetét, a Tamil Új Tigrisek-et, a Tamil Ílam Felszabadító Tigrisei elődjét. Az 1970-es években tovább romlott a tamilok helyzete Srí Lankán, mivel a szingaléz kormány egyszerűbb felvételt biztosított az egyetemekre a szingaléz hallgatóknak, mint a tamiloknak. Prabhakaran maga is abbahagyta a tanulmányait, s ettől fogva csak politikával foglalkozott.
Erőszakos cselekményeket a szervezet 1975-től hajtott végre. Ez év július 27-én megölték Alfred Duraiappah-t, Jaffna polgármesterét, mert felelősnek vélték egy másfél évvel korábbi incidensért, amelyben a srí lankai rendőrség megölt több tamilt.

## Háborús évek
A Tamil Tigrisek Prabhakaran vezetésével az 1980-as évektől egy sor fegyveres, terrorista vagy félterrorista támadást műveltek a rendőrség és a hadsereg ellen. A tigrisek 1983. július 23-án egy rajtaütésben megöltek 13 srí lankai katonát Thirunelvelinél, Jaffna közelében, mely a srí lanka-i polgárháború kezdetét jelentette. Válaszul a szingalézek több száz tamil civilt öltek meg, házaikat és üzleteiket lerombolták, s közel 150 ezer tamilt tettek ezáltal földönfutóvá. A pogromok eredménye egyedül az lett, hogy megnőtt a Tigrisek és Prabhakaran támogatottsága, aki megfogadta, hogy haláláig folytatja a harcot, de nem hagyja magát élve elfogni.
1987. augusztus 4-én a Suthumalaiban található templomnál nagyhatású beszédet tartott 100 ezer összegyűlt tamil előtt, ismertetve a Tigrisek álláspontját. Többen ekkor úgy kezdték emlegetni Prabhakarant, mint egyfajta új Che Guevarát.
Valószínűleg a Tamil Tigrisek állhattak Radzsiv Gandhi volt indiai miniszterelnök 1991-es meggyilkolása mögött is, amelyet a Tamil Ílam pénzügyminisztere és a Tamil Tigrisek fegyverbeszerzési felelőse, Selvarasa Kumaran Pathmanathan szervezhetett meg. Pathmanathan egy 2011-es interjúban viszont azt állította, hogy Prabhakaran is részt vett a merénylet megtervezésében és kivitelezésében, amit ő a vezér súlyos hibájaként értékelt. Gandhi megölésének oka alighanem az lehetett, hogy kormányzásakor India katonailag fellépett a tamil lázadók ellen, sőt 1988-ben indiai erők hiúsítottak meg egy tamil puccskísérletet a Maldív-szigeteken.
2002-ben Prabhakaran úgy nyilatkozott, hogy készek megegyezni a srí lankai kormánnyal, amennyiben teljesülnek a tamilok nemzeti jogainak érvényesítésére vonatkozó követeléseik, valamint szervezetét, a Tamil Ílam Felszabadító Tigriseit sem tekintik illegális terrorszervezetnek.

## Halála
2008−2009 folyamán a srí lankai hadseregnek sikerült felszámolnia a Tamil Tigrisek hatalmát az ország északi és keleti részén. Embereivel Prabhakaran visszavonult Mullaitivuba, ahol fiával és mintegy 100 tigrissel harcolva elesett 2009. május 18-én, hajnali háromórakor. Az első hírek még arról szóltak, hogy Prabhakaran rakétatámadásban halt meg, miközben egy mentőautóban szállították súlyos égési sérülésekkel. Valójában egy mangrovéval benőtt területen próbált átsurranni az ellenséges vonalakon, majd egy robbanás során szétrepülő repeszdarabok halálosan megsebesítették a fején, amelyet nem élt túl. Felmerült, hogy öngyilkosságot követett volna el vagy az őt üldöző srí lankai katonák végezték ki, ám ezek az állítások megcáfolódtak. Halálának helyszínén találtak több eszközt, köztük egy műholdas telefont és inzulinkészletet, mivel Prabhakaran cukorbeteg volt. Személyazonosságát az őt közvetlenül ismerő személyek és genetikai vizsgálatok is megerősítették.
A holttestet az állami televízióban is bemutatták, majd később elhamvasztották, a hamvakat pedig az óceánba szórták.
Ennek ellenére elterjedt az az állítás, miszerint csak elmenekült és elrejtőzött, s egy alkalmas pillanatban visszatér harcolni népe szabadságáért.

## Megítélése
Karizmatikus, erős fizikumú vezetőként Prabhakaran már életében legendává vált, s a tamilok mind Srí Lankán, mind pedig Indiában hősnek, mártírnak tekintik.
Prabhakaran nem alakított ki saját ideológiát, bár hatással voltak rá a radikálisabb indiai függetlenségi mozgalmak, ahogyan a marxizmus és leninizmus is. Ez utóbbi miatt szekuláris elveket vallott, s az állam valamint a vallások és egyházak szétválasztását támogatta.
Már ifjúkora óta céltudatosan a tamil függetlenség mellett tette le a voksát, s e kérdésben annyira szilárd álláspontot alakított ki, hogy egykori társa, Dharmalingam Siddarthan szerint gyakorlatilag ő döntött arról, hogy háború legyen vagy béke Srí Lankán. Ugyan Prabhakaran nem volt ellene a tárgyalásos megoldásoknak, ám a megkötött megállapodásokat sosem tartotta be. Ő elsősorban a fegyverek erejében hitt, úgy vélve, hogy az erőszakmentes, Gandhi-féle megoldások teljesen hatástalanok.
Prabhakaran neve egyúttal több ezer ember halálát is jelentette. A Tigrisek támadásai már idővel nemcsak katonák, de civilek ellen is irányultak. Egyik alkalommal rengeteg buddhista szerzetest öltek meg. A Tamil Tigrisek sosem ejtettek foglyokat, a kezükbe került srí lankai katonákat általában válogatás nélkül megölték. Időközben Prabhakaran leszámolt más tamil csoportokkal és a Tigrisek sorain belül is óriási, több száz főnyi halottal járó tisztogatást végzett. A hadseregbe gyerekeket is besorozott, s küldött a frontra meghalni (ez ugyanakkor általános és bevett gyakorlat volt szingaléz oldalon is).[forrás?]
A terrorista támadások tekintetében számos újítást vezetett be, különösen az öngyilkos merényleteknél, így például ő alkalmaztatta elsőként a könnyen álcázható robbanóöveket.
Ő alkalmazott ráadásul elsőként női elkövetőket. Az öngyilkos merénylőket külön elit osztagba szervezte, ők voltak a Fekete Tigrisek a szervezeten belül. A srí lankai hadseregnek ez az egység okozta a legtöbb halálos áldozattal járó veszteségeket, sőt nagyon valószínű, hogy a világon a legtöbb öngyilkos merénylet is a mai napig a Tamil Tigrisek ezen alakulatához köthető. Prabhakaran azon kegyben részesítette a halálba induló merénylőket, hogy utolsó vacsorájukat vele fogyaszthatták el. Ezen felül minden tamil tigris kapott a kiképzése után ciánkapszulákat, amit akkor kellett felhasználniuk, ha fogságba kerültek.[forrás?]
Az öngyilkosság köré a teljes szervezeten belül kultuszt épített ki az agymosás eszközével. Ő maga is hivatkozott, hogy kész öngyilkosságot elkövetni, bár ezt halála idején nem tudta keresztülvinni.
Megoldásai nagy hatással voltak a szélsőséges iszlamista terrorszervezetek módszereire is, így például az Al-Káidára és az általa művelt 2001. szeptember 11-ei terrortámadások kivitelezésére.
Katonai szakértők szerint ugyanakkor Prabhakaran zseniális katonai vezető volt, aki remekül értett a gerillahadviseléshez, s nagyon kifinomultan kezelte a fegyvereket és robbanóanyagokat. A Tamil Ílamot is előrelátóan vezette, ugyanis energetika vagy pénzügy tekintetében nem szeparálta el Srí Lankától, ennek oka pedig vélhetően az utánpótlási taktikában keresendő, bár az indiai tamilok és a tamil diaszpóra jelentős támogatást nyújtott a Tamil Tigriseknek.
Tisztában volt azzal mennyire fontosak a nemzetközi kapcsolatok, a megfelelő finanszírozás és ellátás. Hanem amikor csökkentek az önkéntes adományok és több külföldi pénzügyi forrásukat befagyasztották, a Tigrisek erőszakkal, zsarolással, fenyegetéssel kezdtek kicsikarni pénzösszegeket. Az anyagi források előteremtésére üzleti tevékenységeket folytatott a legkülönbözőbb ágakban, legyen szó benzinkutakról, mozikról, médiáról, éttermekről, boltokról, bankokról. A jövedelemszerzés másik forrása a szervezet bűnözés volt, így a tigrisek bekapcsolódtak a drogkereskedelembe. A fegyverbeszállításokhoz partnerekre tett szert Thaiföldön, Malajziában, Kambodzsában, Burmában és Észak-Koreában is. Ez utóbbi országgal lett végül a legjobb kapcsolata.

## Magánélete
1984. október 1-jén házasodott össze Mathivathani Erambuval. Családjának sorsa ismeretlen, egyes források szerint mindegyiküket megölték még 2009. májusában, köztük Prabhakaran 12 éves fiát is.
Napjainkban csak Prabhakarna nővére, Vinodini Rajendaran él még a közvetlen hozzátartozók közül.
Fiatalon focizott, röplabdázott, kerékpározott, s igen kedvelte az akciófilmeket. Gyerekkorában egyik szórakozása volt csúzlival vadászni kisebb állatokra.
Ismert volt rendkívüli arc- és névmemóriájáról, továbbá kifinomult éleslátásáról. Szenvedélye volt a történelem, rengeteget olvasott történelmi személyekről Nagy Sándorról, Napóleonról és a szipojlázadásról. Külön kedvencei voltak a tamil történelmi regények, még szervezete első beszerzett hajóját is az egyik ilyen alkotásról nevezte el.
Igyekezett naprakész lenni, ezért előfizetett olyan újságokra, mint a Time vagy a Newsweek. Bár angolul nem beszélt, de a cikkeket lefordíttatta tamilra. Külön fordítottak számára olyan könyveket, amelyek katonaságról és hadviselésről szólnak.
Prabhakarant mértéktartó, gyakran puritán emberként ismerték, aki nem ivott, nem dohányzott és a túlzott nemi életet is kerülte. Rend- és tisztaságmániás volt, ügyelt elegáns megjelenésére. Interjúkat egyetlen újságnak vagy televíziónak sem adott.
Szeretett szakácskodni és embereit is a főzés elsajátítására ösztökélte, amely szerinte a gerilla-életmód elengedhetetlen része. Kedvence volt a kínai konyha, a garnélarák, a leguán- és teknőshús, a különféle gyümölcsök és méz.